# Claudio Angelini
Claudio Angelini (Roma, 29 marzo 1943 – New York, 2 giugno 2015) è stato un giornalista e scrittore italiano.

## Biografia
Alla Rai è stato direttore del Giornale Radio, vice direttore del TG1, responsabile per vent'anni (dal 1978 al 1997) dell'ufficio di corrispondenza dal Quirinale (in gergo, «quirinalista»), conduttore del TG1 e curatore di numerose trasmissioni culturali e dell'Almanacco del giorno dopo. È noto agli italiani d'America per aver condotto e curato per molti anni il settimanale televisivo Zoom.
Nel 1978, il 15 giugno, effettuò la ripresa dell'annuncio con il quale il Presidente della Repubblica Giovanni Leone rassegnava le dimissioni.
Fu data da lui, il 17 febbraio 1992, la notizia dell'arresto a Milano dell'ingegner Mario Chiesa, presidente del Pio Albergo Trivulzio. Si apriva così l'inchiesta Mani pulite.
Nel 1997 si è trasferito a New York, dove ha vissuto fino alla morte. È stato capo della sede Rai locale e responsabile dell'ufficio di corrispondenza dei telegiornali Rai. È stato anche presidente della Società Dante Alighieri nella città nordamericana, presidente emerito di Rai Corporation e notista politico dell'ufficio di corrispondenza Rai dagli Stati Uniti. Alla fine del 2007 ha concluso l'incarico quadriennale di direttore dell'Istituto Italiano di Cultura di New York.
È stato opinionista del quotidiano romano «Il Messaggero», ha diretto riviste letterarie, tra cui la Fiera e svolto l'attività di scrittore, pubblicando romanzi, saggi e raccolte di poesie, con Rusconi e Bompiani.
Appassionato chitarrista, ha anche scritto e cantato delle ballate, raccolte nel 1982 in un disco dal titolo Ed eccomi qua... nel giardino delle delizie.
Durante la campagna elettorale per le elezioni politiche del 1994 Silvio Berlusconi gli propose la candidatura al Senato nelle liste di Forza Italia ed egli declinò l'offerta, pur essendo un sostenitore della prima ora del Cavaliere.
È stato candidato al Senato per il Polo per le Libertà alle elezioni politiche del 1996 nel collegio Lanciano-Vasto, risultando non eletto, al secondo posto con il 43,48% dei voti.
È morto nel 2015 all'età di 72 anni.

## Vita privata
Claudio Angelini ha avuto un figlio, Gianclaudio, che è giornalista e documentarista, vincitore di un premio Emmy Award.

## Opere

### Romanzi
- Malato speciale, Rusconi 1984
- L'occhio del diavolo, prefazione di Alberto Bevilacqua, Bompiani 1985
- Gomorra, Bompiani 1987
- Il cerchio magico, Bompiani 1992
- Il mistero di Simonetta, Newton & Compton 1998
- La foresta di New York, Rizzoli 2008

### Poesia
- Prima della fine, introduzione di Salvatore Quasimodo, Marotta 1968
- Viaggio di nozze, prefazione di Mario Luzi, All'insegna del pesce d'oro, 1976 poi Spirali 1982
- Il tempo dell'inquietudine, Rebellato 1979
- La ragazza mia madre, Bompiani 1986
- Da Lindos a Capri, prefazione di Dario Bellezza, La Conchiglia 1992
- Linea di volo, prefazione di Mario Luzi, Newton & Compton 1995
- Poesie a Manhattan, Passigli 2011

### Saggi
- Il viaggio con Pertini. La vera cronaca del settenato, Bompiani 1985
- Racconti di vita vissuta e da vivere, Ellemme 1992
- Obama, un anno di sfide, Rizzoli 2010

## Discografia
- 1982 ― Ed eccomi qua...nel giardino delle delizie (Storm-RCA Italiana ZPLTM 55476)